# Hypolimnas mariae
Hypolimnas mariae är en fjärilsart som beskrevs av Abel Dufrane 1945. Hypolimnas mariae ingår i släktet Hypolimnas och familjen praktfjärilar. Inga underarter finns listade i Catalogue of Life.